# Проводы на фронт
«Проводы на фронт» — скульптурная композиция в мемориальном комплексе «Победа» в Якутске.
Памятник танку Т-34 и памятник «Проводы на фронт» стали составляющими элементами в создании мемориального комплекса «Победа» на одноимённой площади в столице Республики Саха (Якутия), основанного в 1975 году. Монументальный комплекс, а также оба указанных монумента занесены в список памятников истории и культуры, подлежащих госохране как республиканское наследие, что определено специальным постановлением правительства республики.

## История

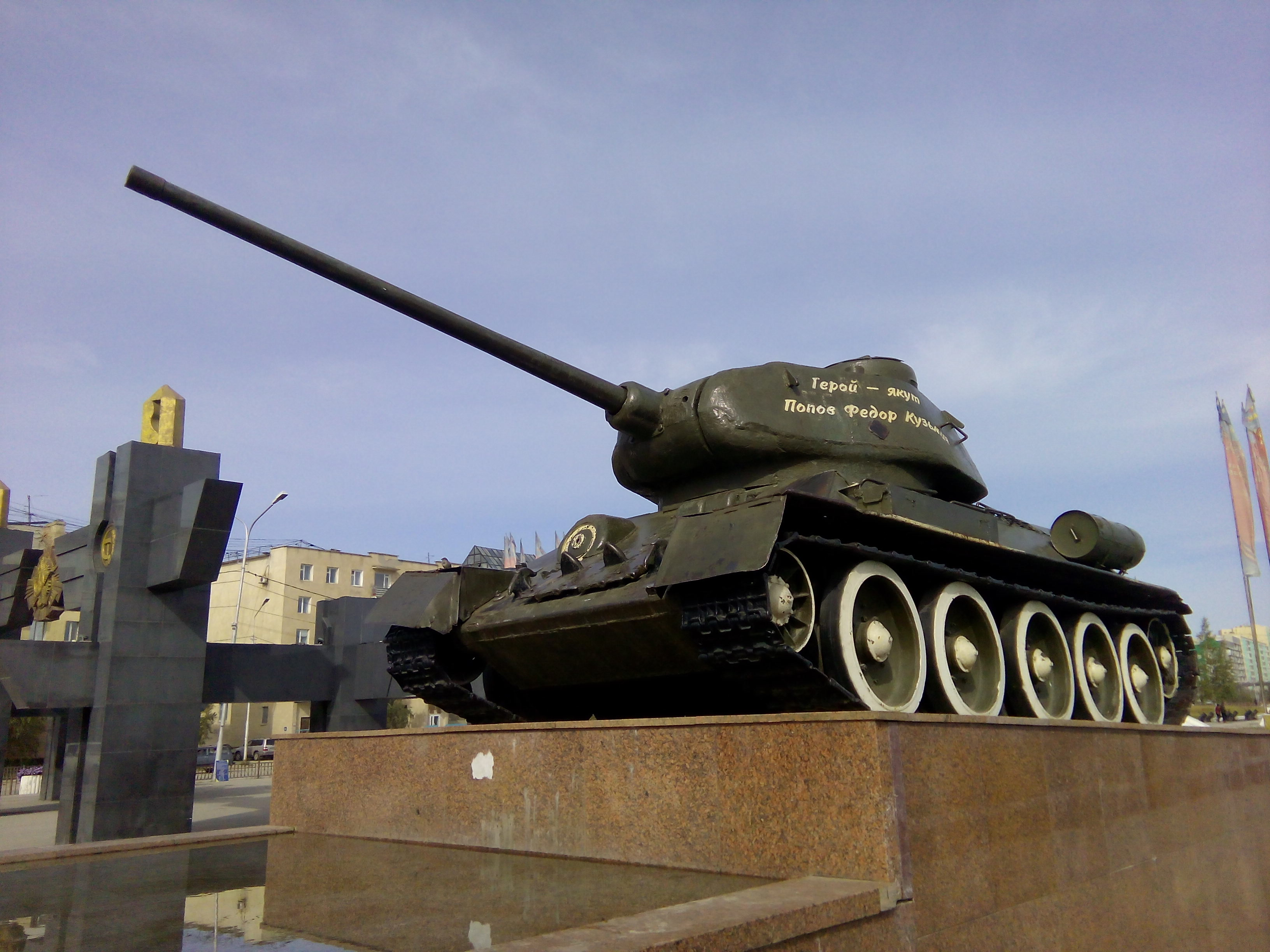
Танк Т-34-85

Памятник танку Т-34-85 воздвигнут в 1980 году в память о танковой колонне «Советская Якутия», которая воевала в составе 1-го Украинского фронта. Позже на пожертвования жителей Якутии была построена ещё одна танковая колонна, получившая название «Алданский горняк». Этот монумент боевому танку является напоминанием об этих событиях. Данная боевая машина была доставлен из Забайкальского военного округа.
В 2005 году, к 60-летию Победы, на общем постаменте с танком Т-34 была установлена скульптурная композиция «Проводы на фронт» из пяти фигур:
трех солдат и женщины с ребёнком, отлитых в бронзе. Длинный постамент, облицованный плитами из коричневого гранита, символизирует причал на реке Лене, откуда якутяне уезжали защищать Родину. Над проектом этого монумента работала группа
авторов под руководством архитектора И. С. Андросова, которому помогали художник Э. Пахомов и скульптор М. Павлов. Работа по отливке скульптур из бронзы велась в Санкт-Петербурге. Фигуры людей выполнены в полный рост, длина постамента составила 18 метров.